# 尼尔斯·杰尼
尼爾斯·卡伊·傑尼，FRS（1911年12月23日—1994年10月7日），英國倫敦出生的丹麥免疫學家。由於發現了單株抗體的生產方式，以及相關的免疫學貢獻，而與喬治斯·克勒及色薩·米爾斯坦共同獲得1984年的諾貝爾生理學或醫學獎。
傑尼以三個重要思想而聞名。 首先，傑尼假設免疫系統已經具有對抗抗原所需的特定抗體，而不是身體產生抗體來響應抗原。 其次，眾所周知，免疫系統會學會容忍個體自身。 傑尼假設這種學習發生在胸腺中。 第三，眾所周知，T 細胞和 B 細胞相互通信。
傑尼的網絡理論提出，抗體的活性位點被特定抗原（免疫球蛋白独特型）和結合到同一位點的其他抗體所吸引。 抗體處於平衡狀態，直到抗原破壞平衡，刺激免疫反應。

## 早年和教育
他的祖先幾個世紀以來一直住在丹麥的凡島小島上，但在 1910 年，他的父母移居英國倫敦，傑尼於 1911 年出生於此。
到了第一次世界大戰時，傑尼一家人又遷往荷蘭鹿特丹。在萊頓大學修習兩年的物理學後，傑尼前往哥本哈根並開始研讀醫學。1947年於哥本哈根大學畢業。4年後，他的論文“基於兔子皮膚對白喉毒素-抗毒素混合物的反應的親和力研究”獲得了博士學位。

## 研究崗位
傑尼在1943年至1956年間，曾於丹麥國家血清研究院擔任研究員，他在這段期間構想出抗體形成的理論。1956年後傑尼進入日內瓦的世界衛生組織工作，1962年移居美國，擔任匹茲堡大學的微生物學教授。到了1966年，他再度回到歐洲，於德國法蘭克福任教。從1969年直到1980年退休為止，傑尼一直在瑞士巴塞爾的巴塞爾免疫學研究院工作。

## 家庭生活
他曾結過三次婚，育有三名兒子。

## 延伸閱讀
- Science as autobiography: the troubled life of Niels Jerne, by Thomas Söderqvist (translated by David Mel Paul); New Haven: Yale University Press, 2003.

## 外部連結
- The Nobel Citation （页面存档备份，存于）
- Biography from the Nobel Foundation （页面存档备份，存于）
- Biography from the Journal of the American Medical Association （页面存档备份，存于）